# Вила

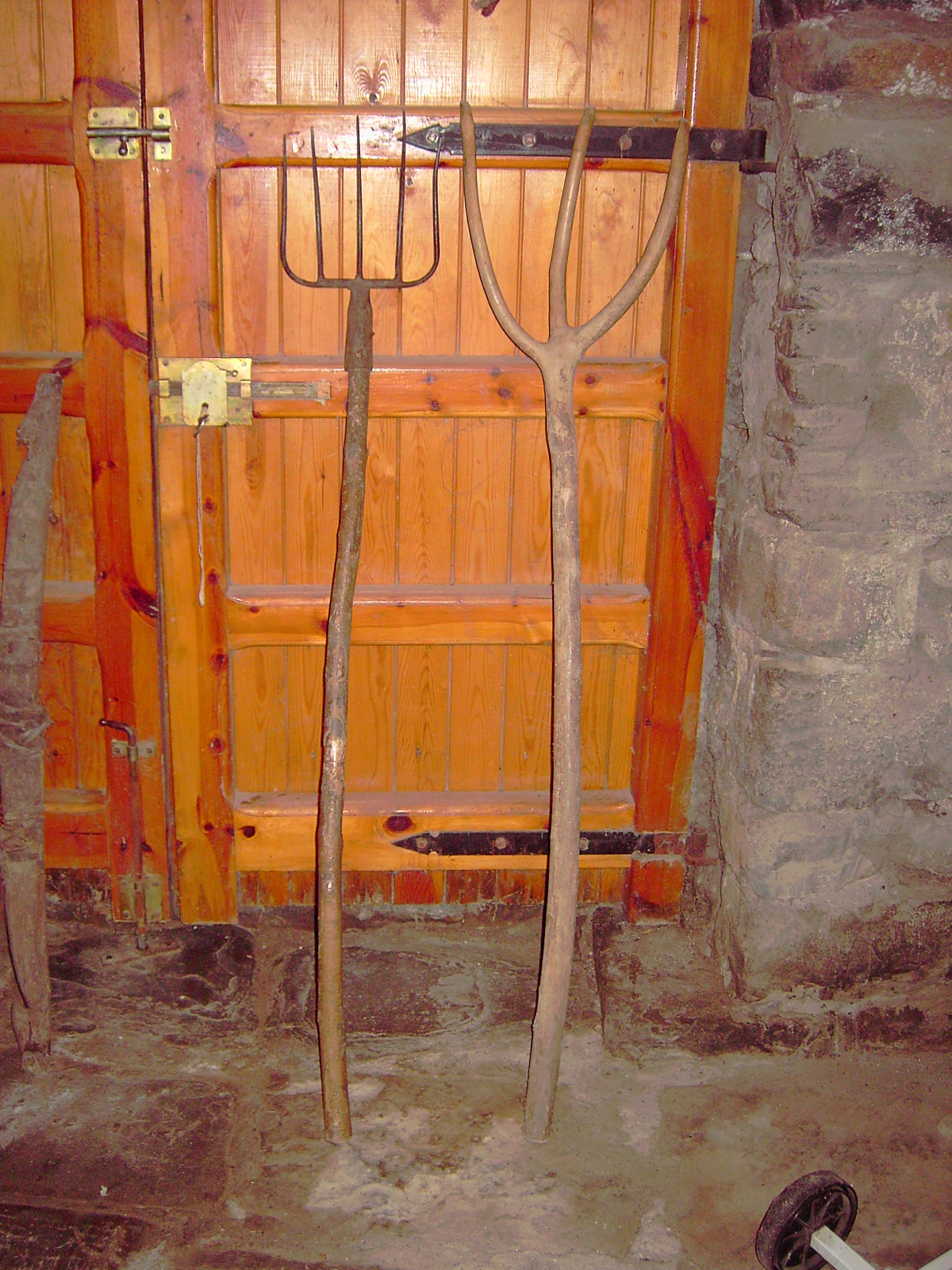
Старовинні дерев'яні та сучасні вила

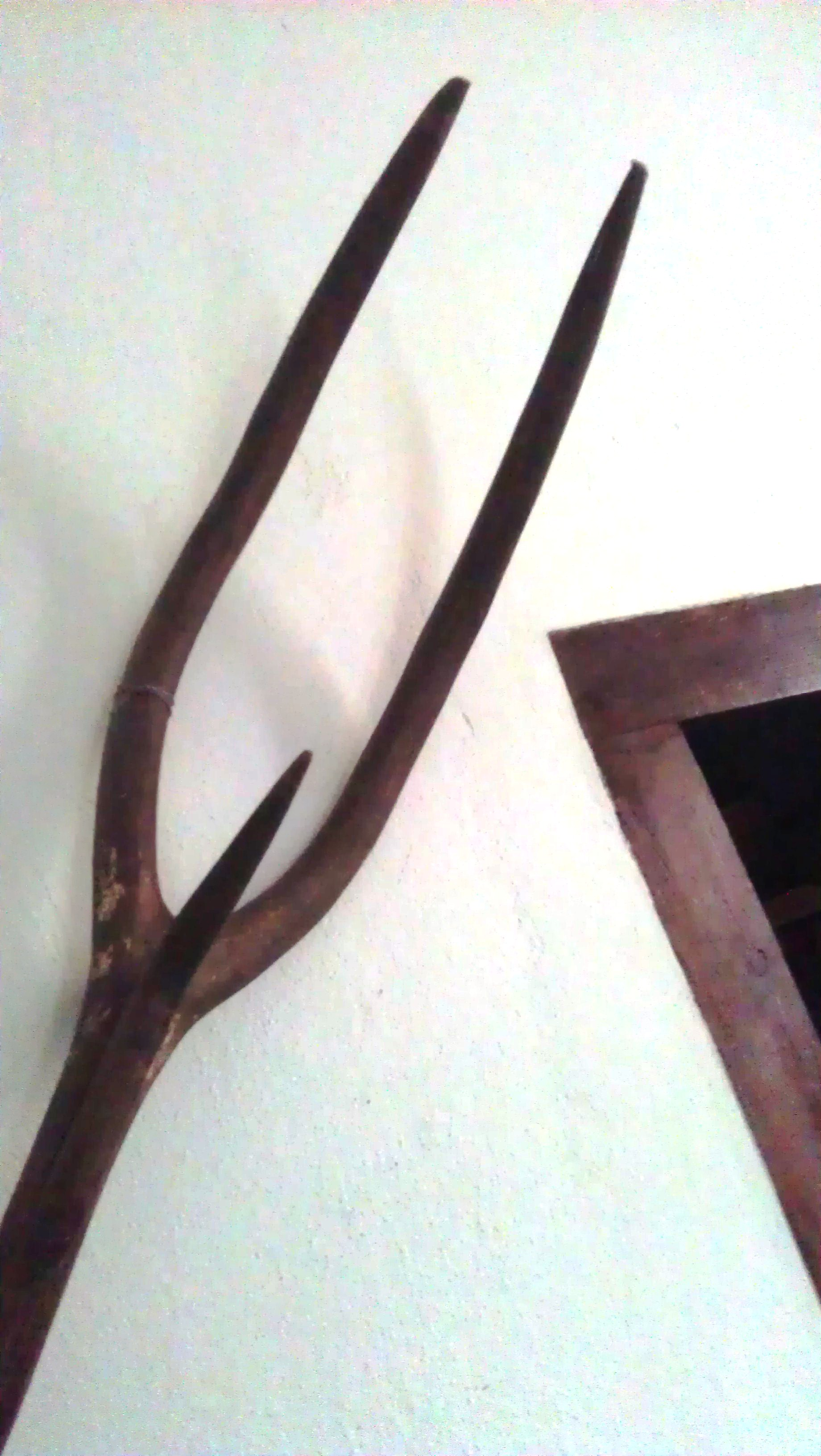
Сохар

Ви́ла (прасл. *vidlo, від *viti — «вити», «намотувати»), (мн.) ви́ли, ґралі (від ґрасувати, згрібати, загрібати, гребсти) — сільськогосподарське знаряддя з кількома довгими зубами (зазвичай від двох до шести) на держаку, що використовується для піднімання, розтрушування сіна, соломи, снопів, листя, розкидання гною тощо. У деяких діалектах залізні вила називають ґралями.

## Види
Залежно від конструкції вила мають назву:
- двійчаки, двійча́тка[3] — вила з двома зубами;
- трійчаки, тройчаки, трійчата[4][5] — вила з трьома зубами;
- махові[6] (вершильні) — довгі вила, які використовують при вершінні копиць, стогів;
- ґаблі чи «картопляні» вила — залізні вила з тупими, кулькуватими відлитими кінчиками, що слугують для перекидання картоплі, буряків тощо. Слово «ґаблі» походить від нім. Gabel («вила», «виделка», «вилка»)[1] У деяких місцевостях України (наприклад на Вінниччині, Волині) ґаблями зазвичай називають залізні вила з тупими, кулькуватими відлитими кінчиками. Зазвичай ґаблі ширші, ніж звичайні вила. Їх використовують для перекидання картоплі або буряків. А щодо інструмента з гострими зубцями вживається термін «вила». Борис Грінченко в своєму «Словарі» тлумачить ґаблі (каблі) як «вила з трьома вістрями»[7][8].

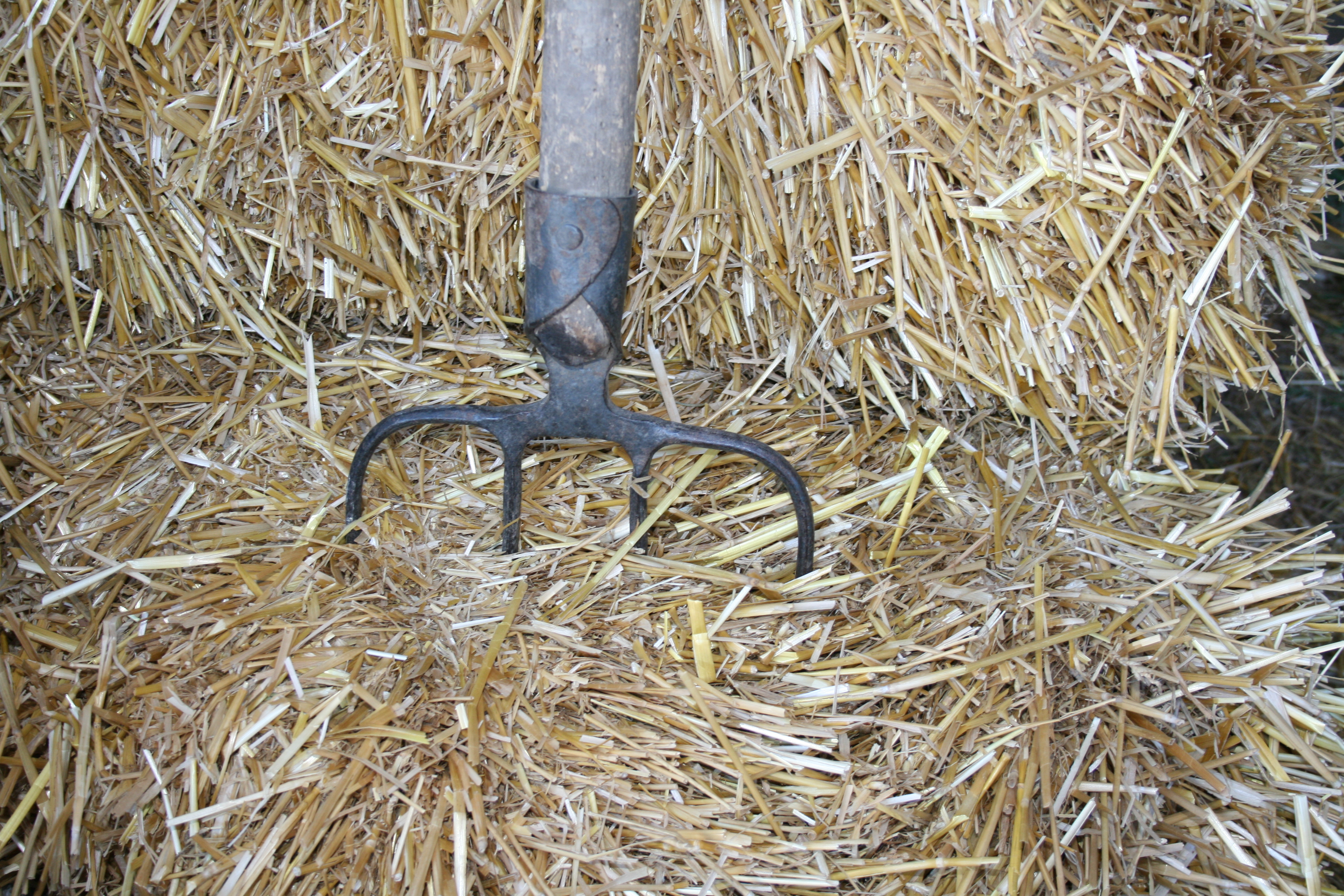
З'єднання держака з робочою частиною в сучасних вилах

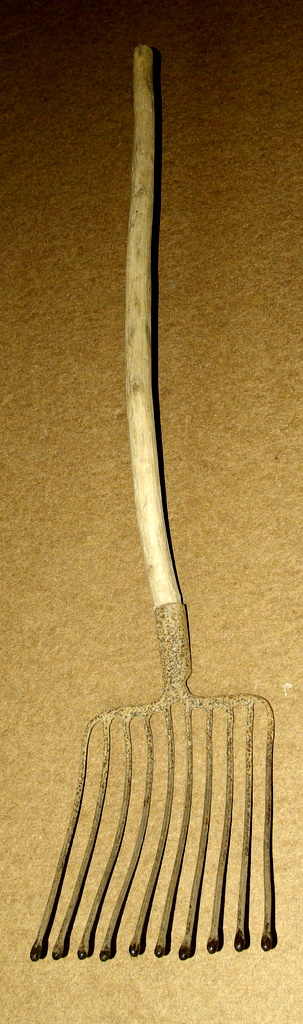
«Картопляні» вила. Ґраси.

У старовину вила були дерев'яними. В сучасних вилах дерев'яним залишився лише держак, а робоча частина стала залізною.
Кожен вид мав декілька варіантів. Найпростіші дерев'яні вила називали одноріг (рожен) — гладко обтесана жердка завдовжки 3—5 м, за метр до кінця якої був кілок або природний сучок. Рожен використовували звичайно при скиртуванні снопів. На Поліссі трапляється також старовинне однозубе веслоподібне знаряддя для гною — мач. Було відоме й давнє двозубе знаряддя — сохар.
Найпоширенішими були дво- і триріжкові вила — рогульки з молодого дерева, що мало відповідне розгалуження гілок. Залежно від призначення держак робили довшим (3—4 м) або коротшим 1—1,5 м). Застосовувались також дерев'яні вила на 4—7 і більше ріжків (карпологи, башбармак).

## Як зброя
«Бойовою модифікацією» вил можна вважати тризубець і бойовий рогач.